# Willem Diederik van Drunen Littel

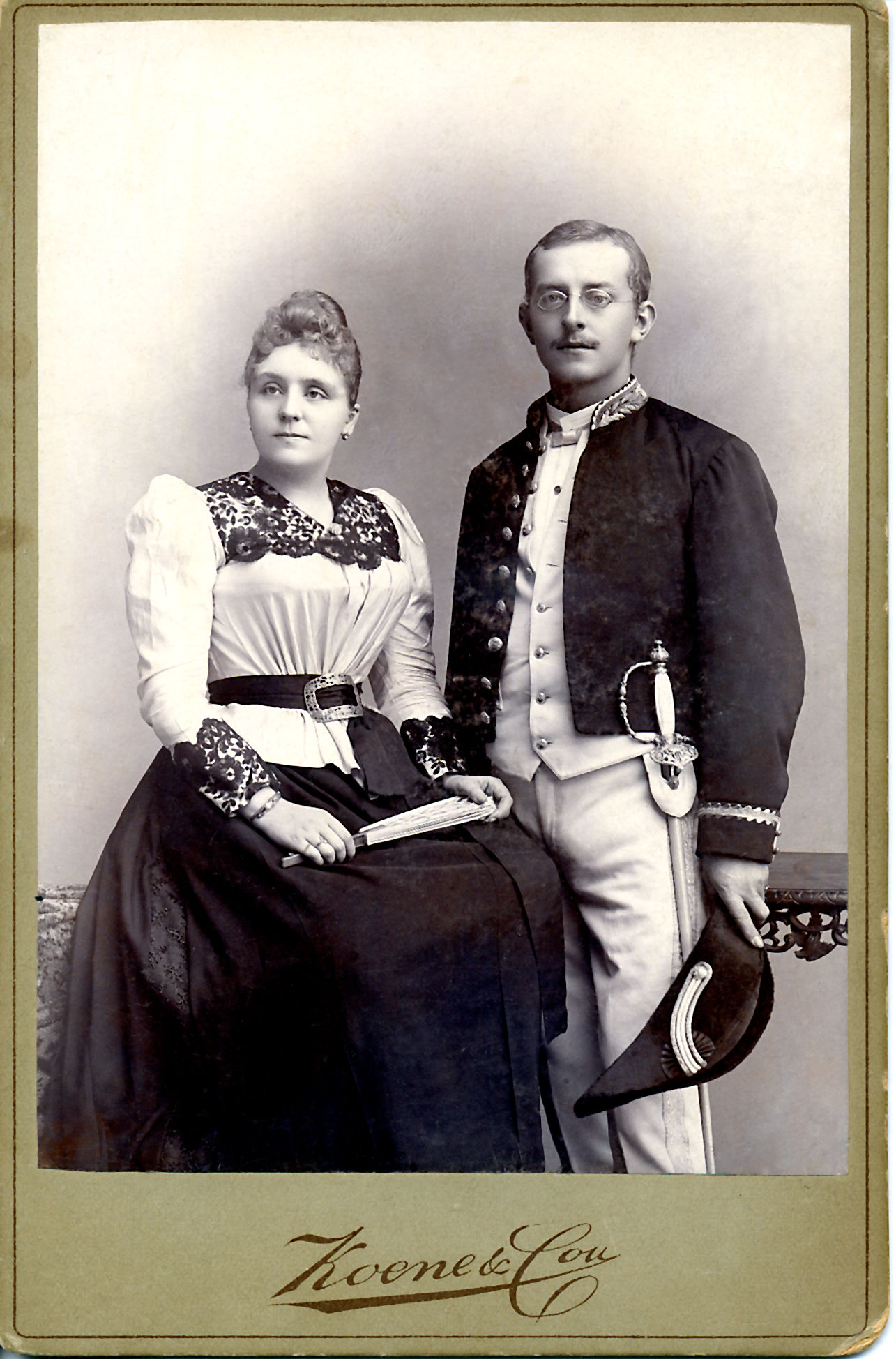
carte de visite van W.D. van Drunen Littel en echtgenote

Willem Diederik van Drunen Littel (Den Helder, 20 maart 1866 – Malang, Indonesië 31 augustus 1920) was resident in Nederlands-Indië.

## Familie
Van Drunen Littel werd geboren als zoon van Willem Littel (1832-1903), later geneesheer-directeur te Delft, en Mathilda Helena Anna Maria de Jong (1843-1901). Hij werd geboren met de achternaam Littel, maar kreeg in 1889 toestemming van koning Willem III om de familienaam van zijn grootmoeder Anna Maria de Jong-van Drunen (1816-1845) aan zijn naam toe te voegen. Van Drunen Littel trouwde in dat jaar in Den Haag met Henriëtte Johanna van Eijken (1865-1943), zij zouden 3 kinderen krijgen.

## Loopbaan
Na zijn militaire diensttijd, begon Van Drunen Littel in 1888 zijn ambtelijke carrière in Nederlands-Indië. Een aantal jaren later werd hij geplaatst op Borneo, waar hij 9 jaar werkte onder resident Kroesen. In 1904 werd hij van controleur bevorderd tot gewestelijk secretaris in de Riau archipel. In september 1907 werd hij benoemd tot assistent-resident van Painan in West-Sumatra. Nadien werkte hij in West-Sumatra nog in Payakumbuh en Padang. In juni 1915 werd Van Drunen Littel benoemd tot resident van Ambon. Hij was daarmee de lokale vertegenwoordiger van gouverneur-generaal  Van Limburg Stirum. In juli 1918 werd hij op eigen verzoek ontslagen.